# Домингес, Алехандро Гильермо
Алехандро Домингес, полное имя Алеха́ндро Гилье́рмо Доми́нгес Ви́льсон-Смит (исп. Alejandro Guillermo Domínguez Wilson-Smith; род. 25 января 1972, Асунсьон) — парагвайский бизнесмен, медиаменеджер, футбольный функционер, президент КОНМЕБОЛ с 26 января 2016 года, президент Парагвайской футбольной ассоциации (2014—2016), вице-президент ФИФА.

## Биография
Алехандро Домингес родился в 1972 году в Асунсьоне в богатой семье Освальдо Домингеса Дибба  и Пегги Вильсон-Смит. Его отец в 1973, 1974—1990 и 1995—2004 годах был президентом асунсьонской «Олимпии», причём все три своих Кубка Либертадорес (1979, 1990, 2002) и Межконтинентальный кубок 1979 клуб завоевал именно при президентстве Домингеса Дибба Домингес Дибб выставлял свою кандидатуру на внутренних выборах в партии Колорадо. Алехандро закончил второй по престижности колледж Парагвая «Сан-Андрес», после чего стал работать в сфере управления бизнесом в СМИ и спорте. В 1995 году получил диплом экономиста в Канзасском университете (США). В 2011 году получил степень MBA в Католическом университете Асунсьона.
В 1998—1999 годах занимал пост генерального директора издания La Nación. С 1998 по 2014 год был президентом медиа-группы Grupo Nación de Comunicaciones, в которую входили издание Crónica, радиостанции 970 AM и Montecarlo FM. С 2004 по 2006 год был председателем комиссии по свободному выражению мнений в Совете Межамериканской ассоциации прессы (Sociedad Interamericana de Prensa; SIP).
Карьеру в спортивном менеджменте Алехандро Домингес начал в асунсьонской «Олимпии» — с подачи своего отца он в 1995—1996 годах входил в правление футбольного клуба. С 2004 по 2006 год он был вице-президентом, а в 2005 году временно исполнял обязанности президента «Олимпии» после ухода с должности его отца.
В 2007 году Домингес стал одним из двух вице-президентов Парагвайской футбольной ассоциации (АПФ). Через четыре года он был избран в качесттве первого вице-президента ассоциации. В 2014 году, после того как Хуан Анхель Напоут стал президентом КОНМЕБОЛ, Домингес стал новым президентом АПФ — сначала в качестве исполняющего обязанности, а 3 ноября был официально избран на четыре года. Его отец также возглавлял АПФ с 1973 по 1976 год.
В 2015 году КОНМЕБОЛ была вовлечена в коррупционный скандал в ФИФА. 2 декабря Хуан Анхель Напоут, был арестован швейцарской полицией по запросу властей США. В связи с невозможностью исполнять свои обязанности, 11 декабря 2015 года Напоут подал в отставку. Временно исполняющим обязанности главы Конфедерации стал уругваец Вильмар Вальдес. 26 января 2016 года Алехандро Домингес единогласно, 10 голосами, был избран в качестве нового президента КОНМЕБОЛ. В связи с этим он оставил пост президента АПФ.
Алехандро Домингес стал вице-президентом ФИФА. В этой организации он также возглавляет Финансовый комитет.
11 мая 2018 года Домингес был переизбран на очередной срок до 2022 года.
Домингес стал инициатором реформы финалов главных континентальных клубных турниров — Кубка Либертадорес и Южноамериканского кубка. По его инициативе решающая стадия стала проводиться в один матч, а не по системе «дома — в гостях».